# Horninglow
Horninglow är en stadsdel i Burton upon Trent, i civil parish Horninglow and Eton, i distriktet East Staffordshire, i grevskapet Staffordshire i England. Stadsdelen hade 9 155 invånare år 2021. Horninglow var en civil parish 1866–1904 när blev den en del av Burton upon Trent. Civil parish hade 16 857 invånare år 1901.